# ویلدس‌هاوزن
شهر ویلدس‌هاوزن (به آلمانی: Wildeshausen) در ایالت نیدرزاکسن در کشور آلمان واقع شده‌است.